# 神定法
神定法（しんていほう）、あるいは神法（しんぽう、羅: lex divina、英: divine law）とは、広義には宗教的に定められた法一般を指すが、狭義にはキリスト教の神学において、聖書によって啓示された法体系を示す。
主なものとしては、モーセの十戒や、教会法などがそれに該当する。アウグスティヌスやトマス・アクィナス等によって、神が人間の有限な理性（の反映としての自然法）を補うために啓示したもの、という解釈が付与された。